# Caye Chapel
Caye Chapel är en ö i Belize, cirka 25 kilometer norr om Belize City och 5 kilometer söder om Caye Caulker.
I jämförelse med de lantliga öarna i närheten är Caye Chapel en exklusiv ö med bland annat en 18-håls golfbana. Ön är känd för sina fina snorkelvatten och fiskemöjligheter.